# ФК Блекбърн Олимпик
ФК Блекбърн Олимпик е бивш футболен отбор от град Блекбърн, графство Ланкашър, Англия. Клубът е известен с това, че е първият отбор от севера печелил турнир от национално ниво – ФА Къп.

## История
До 1877 година град Блекбърн, Ланкашър е един от градовете с най-много активни отбори. Един от тях е създадения през 1875 година ФК Блекбърн Роувърс. ФК Блекбърн Олимпик е създаден през 1878 година след сливането на два отбора – Блек Стар и Джеймс Стрийт.
Първата среща на отбора е приятелска контрола срещу местния ФК Сейнт Джон на 9 февруари същата година. Резултатът е 2:0 в полза на Олимпик. През месец Април отборът участва в първия си турнир – Livesey United Cup и го спечелва след победа на финала над ФК Сейнт Маркс.
На същата година тимът започва участия в малки футболни турнири на регионално ниво. През 1880 г. взима първото си участие във ФА Къп. Три години по-късно печели трофея след победа над Олд Етонианс на стадион Кенсингтън Оувъл.
За един сезон участва в The Combination – през 1888/1889 година.

## Играчи
- Томас Хакинг
- Джеймс Уард
- Албърт Уолбъртън
- Томи Гибсън
- Джак Хънтър
- Уилям Астли
- Томи Дюхърст
- Артър Матюс
- Джордж Уилсън
- Джими Костли
- Джон Йейтс